# Kaló Chorió (Lefke)
Pour les articles homonymes, voir Kaló Chorió.
Kaló Chorió (grec moderne : Καλό Χωριό ; turc : Çamlıköy) est un village de Chypre de plus de 170 habitants.